# Carlos Gamarra Ugaz
Carlos Alberto Gamarra Ugaz es un abogado, contador público y político peruano. Fue ministro de Justicia del Perú durante el gobierno de Alejandro Toledo, desde el 22 de julio del 2004 hasta el 25 de febrero del 2005.

## Biografía
Cursó sus estudios escolares en el Colegio Italiano Antonio Raimondi. Estudió la carrera de Derecho en la Universidad Nacional Mayor de San Marcos y se tituló de abogado.
Fue presidente de la Comisión de Formalización de la Propiedad Informal (COFOPRI); titular de la Superintendencia Nacional de los Registros Públicos (SUNARP); y presidente del Consejo del Notariado, entre los años 2001 y 2005.
Ha sido también jefe del Instituto Nacional de Concesiones y Catrasto Minero (INACC); miembro de la Comisión Consultiva del Registro de Minería, jefe Institucional del Registro Público de Minería; director de PetroPerú, director del Banco Minero del Perú; director y vicepresidente del Consejo Directivo del Instituto Geológico Minero Metalúrgico (INGEMMET); director del Consejo Directivo del Instituto Científico Tecnológico y Minero; miembro del Consejo Consultivo del Instituto Nacional de Defensa de la Competencia y Protección de la Propiedad Intelectual (INDECOPI); y vicepresidente y director de la Corporación de Desarrollo de Lima y Callao (CORDELICA).
En el ámbito privado, ha sido presidente del Instituto Nacional de Derecho, Minería y Petróleo; y director ejecutivo del Instituto del Ciudadano.
En la década del año 1990 fue secretario nacional de organización del Movimiento Libertad, liderado por el escritor Mario Vargas Llosa. Luego militó en el Frente Independiente Moralizador liderado por Fernando Olivera.
El 22 de julio del 2004 juramentó como ministro de Justicia del Perú en el gobierno de Alejandro Toledo, en reemplazo del renunciante Baldo Kresalja, formando así parte del gabinete ministerial presidido por Carlos Ferrero Costa. En febrero del año 2005 presentó su renuncia y fue reemplazado por Eduardo Salhuana. Con él renunciaron otros tres ministros, en un recambio ministerial que el gobierno consideró necesario estando ya en el último tramo de su gestión.
Actualmente es socio principal en CDGM Consultores y Asesores S.A.C.